# Sin pijama
«Sin pijama» es una canción de la cantante estadounidense Becky G y la cantante dominicana Natti Natasha. Fue escrito por los dos cantantes, Nate Campany, Camilo Echeverry, Rafael Pina, sus productores Daddy Yankee y Gaby Music, y los coproductores Mau y Ricky, Jon Leone y Camilo Echeverry. La canción y su video musical fueron lanzados por Sony Music Latin el 20 de abril de 2018 como el quinto sencillo del álbum debut en español de Becky G. Se convirtió en el tercer top 10 éxitos de Becky y Natasha en US Hot Latin Songs y ha alcanzado el número uno en Bolivia y España, así como el top 10 en Argentina, Chile, El Salvador, Guatemala, Honduras, Nicaragua, Perú y Uruguay. "Sin Pijama" recibió una certificación de platino latino en los EE. UU. Y superó los 100 millones de visitas en YouTube/Vevo en las tres semanas posteriores a su lanzamiento.

## Fondo
"Sin Pijama" fue escrita por Becky G, Natti Natasha, Nate Campany, Kyle Sherear, Rafael Pina, Daddy Yankee, Gaby Music, Mau & Ricky, Jon Leone y Camilo. Gómez escribió la canción por primera vez durante una sesión de escritura con Mau & Ricky aproximadamente dos años antes de su lanzamiento. Según ella, tuvo que seguir luchando y recordando a su sello discográfico sobre Sin Pijama, y no fue hasta que sugirió una colaboración con Natasha que la pista progresó. En una discusión con Natasha para Vevo, Gómez recordó: "Cuando escuché que amabas la canción y que querías hacer lo tuyo, me sentí aliviada, 'Ella lo entiende. ¡Perfecto! "Ella describió a Yankee, Gaby Music y la participación consecutiva de Natasha como las piezas faltantes del rompecabezas que se juntan. Con Sin Pijama, Gómez quiso continuar con el tema del empoderamiento femenino de su sencillo de 2017 "Mayores". Respecto a la canción, Natasha dijo: "Las mujeres se conectan con las canciones más sensuales porque quieren verse representadas en la música como realmente se sienten". Gómez confesó que la canción originalmente pretendía incluir a Karol G, Leslie Grace y Lali Espósito, y agregó: "Hay más mujeres en el espacio de la música latina en este momento, y me enorgullece llamarlas mis amigas".

## Música y letras

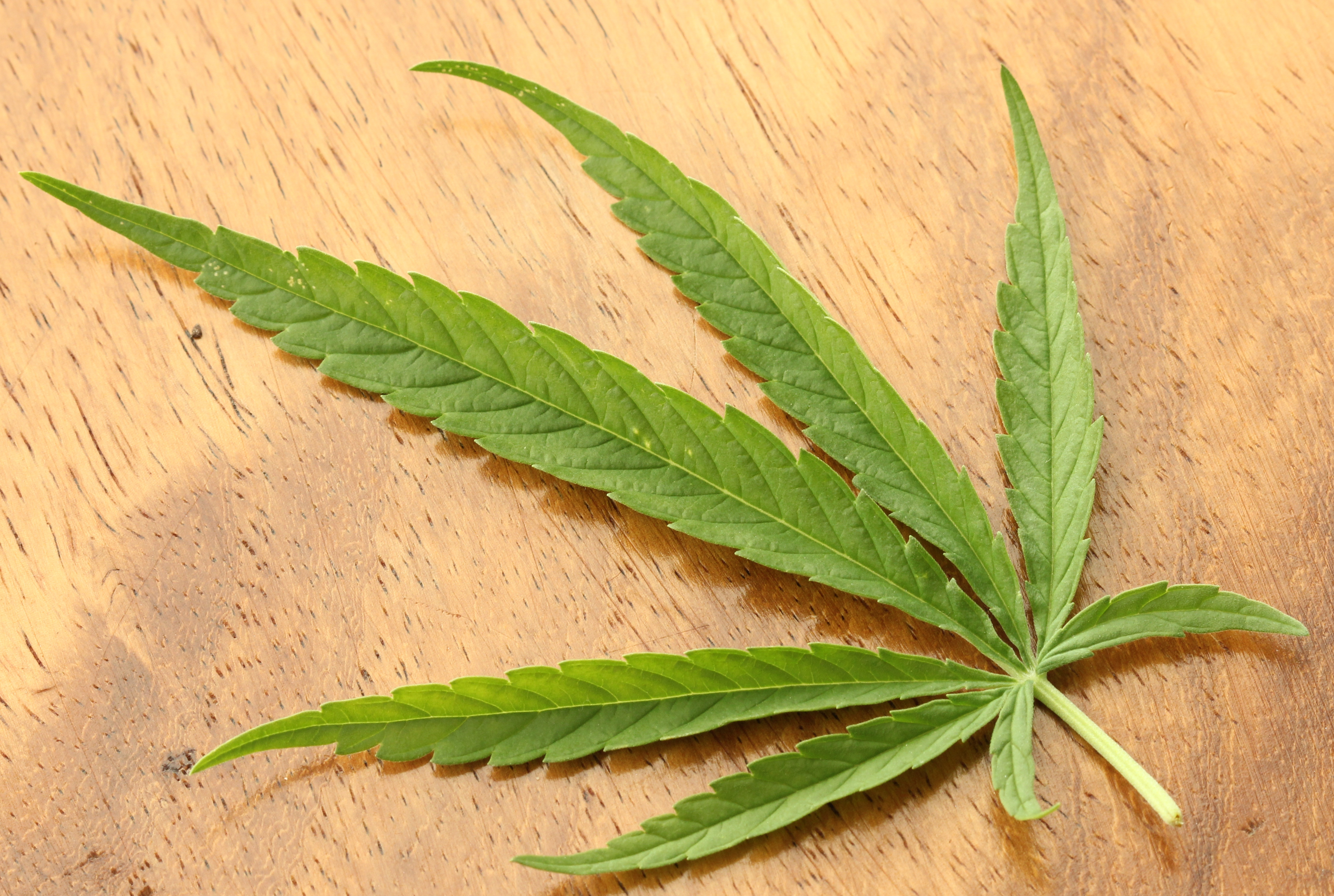
Sin pijama hace referencia al consumo del cannabis

Sin Pijama es una canción de reguetón que abarca tres minutos y ocho segundos.  Tiene un ritmo urbano y latino, y Gómez lo describe como más reguetón que Mayores.  Las letras hablan sobre el deseo de tener sexo, usando doble sentido para una pareja que no puede dormir porque uno de ellos dejó su pijama en casa. Incluye referencias al consumo de cannabis.  El cantante dijo que las letras detallan la gran fantasía de los hombres para saber qué sucede entre las mujeres en una fiesta de pijamas. Ella considera que Sin Pijama es un empoderamiento para las mujeres que poseen su sexualidad, un tema que ella cree que es poco común y debe ser aceptado, específicamente en la música latina. 
Según Telemundo, la letra causó controversia por sus temas explícitos a los que Becky G respondió en una entrevista para Suelta la Sopa, diciendo: "Soy una mujer; tengo 21 años y no soy el padre de sus hijos. Si no quieres que tu hija o tu hijo escuchen mi música, es tu decisión y la respeto totalmente. Pero si vas a dejar que tu hija o tu hijo escuchen a Maluma, Bad Bunny u Ozuna porque son hombres, ese es el problema. Hay tantas cosas que no puedo entender. Me siento muy triste". La cantante española Beatriz Luengo, criticó el intencional mensaje feminista de la canción y afirmó que, en cambio, hablaba de sexualidad para complacer a los hombres, y dijo que "los hombres escriben lo que les gustaría que dijeran las mujeres".

## Recepción crítica
"Sin Pijama" recibió críticas positivas de críticos de música al momento del lanzamiento. Suzette Fernández, de la revista Billboard, dijo que prueba que "las mujeres están tomando el control de la música latina" y que "también pueden dominar el género urbano".  Ella consideró la canción "un himno del poder de las chicas".  En Hoy, Sergio Burstein consideró a su "dúo entre dos damas famosas al ritmo del reggaeton" como la primera música latina y escribió, en lugar de promover el feminismo en la cultura, usa el sexo en la publicidad para mostrar que "las chicas solo quieren que te diviertas." Del mismo modo, Bárbara Figueroa González de Ronda. La revista creía que "Sin Pijama" marcaba "un gran paso para las mujeres en el género urbano". La República llamó a la pista "pegadiza", [18] mientras que Clarín la vio como "un golpe sensual, provocativo y pegadizo". [19] David Villafranca, de EFE, escribió: "Con un ritmo y un aire sexy que se parecen directamente a ella con 'Mayores', 'Sin Pijama' le permitió a Becky G ampliar su lista de colaboraciones". Mike Wass de Idolator encontró la canción "sexy" y dijo que Becky G "se ha ido fortaleciendo".

## Rendimiento comercial
"Sin Pijama" se convirtió en el tercer top 10 de Gomez y Natasha en la lista de las mejores canciones latinas de Estados Unidos, donde debutó en el número 10, marcando el mayor debut de Natasha en la tabla. Recibió 5 millones de transmisiones, 2 millones de impresiones de audiencia y vendió 7,000 copias en su primera semana. La canción subió al número cuatro en su decimoquinta semana,  y alcanzó el número 70 en la lista Billboard Hot 100 de EE. UU . Fue certificado platino por la Asociación de la Industria de Grabación de América (RIAA) dentro de los 18 días de su lanzamiento.  Por otra parte, "Sin Pijama" ingresó en el cuadro de singles Productores de Música de España (PROMUSICAE) en el número 28.]Desde entonces ha alcanzado el número uno, por lo que es la segunda canción de Gomez y Natti Natasha para encabezar la lista en España. PROMUSICAE certificó el platino único para ventas de 40,000 unidades en la región. En toda América Latina, la canción figura en el top ten de las listas Monitor Latino en El Salvador (número cuatro),  Guatemala y Uruguay (número seis), Chile y Nicaragua (número tres), Honduras (número ocho),y Perú (número diez).

## Video musical

### Desarrollo
El video musical de "Sin pijama" fue dirigido por el director venezolano Daniel Durán en un rodaje de un día en Nueva York, en una mansión en Yonkers. Gómez ideó el concepto de video casi un año antes de enviarlo a Duran en una nota móvil en enero de 2018 y reveló que "tomó mucha lucha" para que sucediera.  Aunque tenía una idea diferente para el final del video, Gómez dijo que era su parte favorita porque representaba la realidad y no quería que la sexualidad fuera la única cosa con la que estaba asociada. La cantante conoció a Natasha por primera vez en el set de videos musicales, pero dijo que tenían "química instantánea".  En su nota de sinopsis, aspiraba a que la moda se pareciera a la de Victoria's Secret . El video incluye un cameo del cantante estadounidense Prince Royce . Se estrenó en el canal Vevo de Gomez a las 00:00 PST del 20 de abril de 2018. 

### Sinopsis
El video comienza con Royce y un amigo en un estudio de grabación donde hablan sobre invitar a Gómez y sus amigos a unirse a ellos.  Royce contacta a Gómez a través de FaceTime para no responder y luego ve en Twitter que están teniendo una noche de chicas y comienza a soñar con cómo sería la noche. La secuencia de la canción y el sueño luego comienza con Gómez y Natasha entrando a una lujosa fiesta en una mansión en contraste con vestidos blancos y negros. Las piezas de rendimiento se llevan a cabo alrededor de la mansión, ya que usan varios trajes de lencería, piel sintética y joyas. Se ve a los cantantes bebiendo champaña, acostados en una cama, jugando al billar y participando en una sesión de fotos y pelea de almohadas.  En un giro de la trama, se les muestra con una pijama con pijamas con máscaras, comiendo palomitas de maíz antes de que Gomez reciba un FaceTime de Royce para su deleite. Según ella, esta escena está pensada como un alivio cómico y un reflejo de lo que realmente sucede en las pijamas de chicas.

## Recepción
El video musical fue bien recibido por la mayoría de los críticos. Al escribir para La Nación, Felipe Gerjado lo consideró como "una gran sensualidad", mientras que la revista Maxim lo encontró "sensual". La Opinión calificó el video como "el momento más atrevido de la carrera de Becky G".Del mismo modo, El Heraldo describió lo visual como "encaje, lencería y mucha piel", señalando que los cantantes "muestran su lado más atrevido".  Sergio Burstein de Hoy opinó que tenía "connotaciones lesbianas obvias". E! El latino en línea dijo: "Becky G sigue su instinto personal y triunfa".Por el contrario, Alberto Murcia, de Los 40, creía que el concepto del sueño debería haber sido excluido, cuestionando si "¿la única forma en que una mujer tiene que vivir su sexualidad es dentro de la fantasía de un hombre?"
El video superó los 100 millones de visitas en YouTube / Vevo el 9 de mayo de 2018 (menos de 3 semanas después de su estreno). Fue el video de YouTube más visto en Colombia para abril de 2018, según National-Report, y alcanzó el número dos en la lista de canciones de YouTube de EE. UU. Publicada por Billboard . El video musical desde entonces ha recibido más de mil millones de visitas en YouTube. Actualmente es el video musical más visto por una artista femenina en 2018. 

## Actuaciones en vivo
Becky G y Natti Natasha interpretaron "Sin Pijama" por primera vez en los MTV Millennial Awards el 3 de junio de 2018. El dúo interpretó la canción nuevamente en los Premios Juventud de 2018 el 22 de julio de 2018.

## Personal
- Daddy Yankee - producción
- Gaby Music - producción, mezcla de ingeniería, ingeniería de grabación
- Mau y Ricky - coproducción, producción vocal.
- Jon Leone - coproducción, producción vocal.
- Camilo Echeverry - coproducción, producción vocal.
- Mike Fuller - maestro de ingeniería

Créditos adaptados de Qobuz

## Posicionamiento en listas
| Listas (2018)                               | Posiciones |
| ------------------------------------------- | ---------- |
| Argentina (Argentina Hot 100)               | 3          |
| Argentina (Monitor Latino)                  | 9          |
| Argentina Digital Songs (CAPIF)             | 1          |
| Bélgica (Flandes) (Ultratip Bubbling Under) | 20         |
| Bolivia (Monitor Latino)                    | 1          |
| Chile (Monitor Latino)                      | 1          |
| Dominican Republic (Monitor Latino)         | 16         |
| Ecuador (Monitor Latino)                    | 13         |
| El Salvador (Monitor Latino)                | 4          |
| Guatemala (Monitor Latino)                  | 6          |
| Honduras (Monitor Latino)                   | 8          |
| Hungría (Dance Top 40)                      | 17         |
| Italy (FIMI)                                | 80         |
| Mexico Espanol Airplay (Billboard)          | 18         |
| Países Bajos (Mega Single Top 100)          | 97         |
| Nicaragua (Monitor Latino)                  | 7          |
| Peru (Monitor Latino)                       | 10         |
| Portugal (AFP)                              | 23         |
| Romania (Airplay 100)                       | 6          |
| Eslovaquia (Rádio Top 100)                  | 35         |
| Eslovaquia (Singles Digitál Top 100)        | 27         |
| Spain (PROMUSICAE)                          | 1          |
| Sweden Heatseeker (Sverigetopplistan)       | 11         |
| Suiza (Schweizer Hitparade)                 | 33         |
| Uruguay (Monitor Latino)                    | 6          |
| Estados Unidos (Billboard Hot 100)          | 70         |
| Estados Unidos (Hot Latin Songs)            | 4          |
| Estados Unidos (Hot Rap Songs)              | 21         |
| US Regional Mexican Songs (Billboard)       | 14         |
| Venezuela (National-Report)                 | 38         |

## Certificaciones
| Regino                | Certificación            | Ventas    |
| --------------------- | ------------------------ | --------- |
| Italia (FIMI)         | Disco de Platino         | 50,000    |
| México (AMPROFON)     | Disco de Diamante        | 300,000*  |
| Perú (IFPI)           | 2× Diamante + 3× Platino | 138,000   |
| Polonia (ZPAV)        | Disco de oro             | 10,000*   |
| España (PROMUSICAE)   | 5× Platino               |           |
| Suiza (IFPI - Suiza)  | Disco de oro             | 10,000^   |
| Estados Unidos (RIAA) | 38× Platino              | 2,200,000 |